# 爱德华·奥哈布
爱德华·米奇斯拉夫·奥哈布（波蘭語：Edward Mieczysław Ochab；1906年8月16日—1989年5月1日），波兰政治人物，曾任波兰人民共和国国务委员会主席、波兰统一工人党第一书记。

## 生平
- 1906年，生于克拉科夫。
- 1927年，毕业于亞捷隆大學。
- 1929年，加入波兰共产党，之后被捕入狱。
- 1939年，恢复自由，华沙失陷后去苏联。
- 1944年，任波兰军第一军副军长，参与援助华沙起义。
- 1946年，任波兰工人党卡托维兹省委第一书记。
- 1948年，任波兰工会中央理事会主席。
- 1949年，任波兰国防部副部长兼总政治部主任。
- 1950年，任波兰统一工人党中央书记。
- 1954年，为政治局委员。
- 1956年，任波兰统一工人党中央第一书记，不久因波兹南事件被解职。
- 1957年，任农业部长。
- 1961年，任国务委员会副主席。
- 1964年，任国务委员会主席。
- 1965年，任人民统一阵线全波委员会主席。
- 1968年，退休。
- 1989年，逝世。